# Gentiana depressa
Gentiana depressa là một loài thực vật có hoa trong họ Long đởm. Loài này được D.Don mô tả khoa học đầu tiên năm 1825.